# Hobart
Hobart (/ˈhoʊbɑːrt/ ⓘ) là thủ phủ và thành phố lớn nhất bang Tasmania (Úc). Với dân số chừng 240.342, đây là thủ phủ ít dân thứ nhì đất nước. Được thiết lập năm 1804 như một thuộc địa hình sự, Hobart là thành phố cổ thứ hai của Úc sau Sydney (New South Wales). Lịch sử hiện đại của Hobart (trước đây tên "Hobart Town", và "Hobarton") cũng bắt đầu từ đó. Trước khi người Anh đến khai phá, khu vực này đã là nơi cư ngụ của bộ tộc Mouheneener (một phân nhóm người Nuennone) trong hơn 35.000 năm. Những hậu duệ của thổ dân Tasmania nay tự gọi mình là 'Palawa'.
Từ khi hình thành, thành phố đã phát triển theo hướng nam-bắc, từ Vũng Sullivans rồi dọc theo hai bờ sông Derwent (tức từ cửa sông ở Storm Bay đến Bridgewater) (kéo dài khoảng 22 km). Trong lịch sử của mình, Hobart đã trải qua cả sự tăng trưởng và suy thoái. Đầu thế kỷ 20 là thời kỳ phát triển dựa trên khai mỏ và nông nghiệp, và sự mất mát nam giới, những người đã tòng quân, được bù đắp bằng làn sóng người nhập cư sau Thế Chiến II. Nửa sau thế kỷ 20, người nhập cư từ châu Á đến Hobart ngày một đông. Mặc cho sự gia tăng người nhập cư từ ngoài quần đảo Anh, dân cư Hobart nhìn chung vẫn mang gốc Anglo-Celt là chính và có tỉ lệ người dân sinh ra trên chính nước Úc cao nhất trong số các thủ phủ của nước này.
Tính đến tháng 6 năm 2016, dân số ước tính của vùng đại đô thị là 224.462. Thành phố tọa lạc ở miền đông nam đảo Tasmania, bên cửa sông Derwent và do vậy là thủ phủ cực nam của Úc. Cảng biến thành phố là cảng tự nhiên sâu thứ hai trên thế giới. Cảnh quang Hobart nổi bật lên với kunanyi/núi Wellington cao 1.271 mét (4.170 ft). Nó là trung tâm tài chính và hành chính của Tasmania, đóng vai trò cảng chính cho những tổ chức Nam Cực của cả Úc và Pháp và là một điểm du lịch nổi tiếng, đón hơn 1,192 triệu người viếng thăm năm 2011/2012. Vùng đô thị thường được gọi là Đại Hobart, để phân biệt nó với City of Hobart, một trong năm chính quyền địa phương tại thành phố.

## Địa lý

### Địa hình

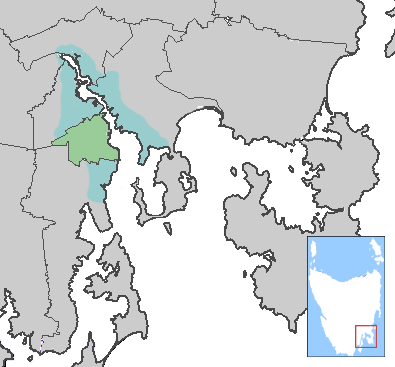
City of Hobart (xanh lá) và Đại Hobart (xanh mòng két)

Hobart nằm bên cửa sông Derwent ở đông nam Tasmania. Về địa chất, Hobart chủ yếu được xây trên lớp đá dolerit kỷ Jura quanh những chân đồi rải rác bột kết kỷ Trias và đá bùn kỷ Permi. Hobart mở rộng ra hai bên sông Derwent; bên bờ tây từ thung lũng Derwent phía bắc qua những vùng bằng phẳng hơn thuộc Glenorchy và đến vùng đồi New Town, Lenah Valley. Những nơi này đều nằm trên lớp trầm tích dolerit Jura trẻ. Phía nam của cửa sông Derwent là Storm Bay và bán đảo Tasman.

### Khí hậu
Hobart có khí hậu đại dương (Köppen Cfb). Nhiệt độ cao nhất từng ghi nhận là 41,8 °C (107,2 °F) vào ngày 4 tháng 1 năm 2013 và thấp nhất là −2,8 °C (27,0 °F) vào 25 tháng 6 năm 1972 và 11 tháng 7 năm 1981. Hàng năm, Hobart có trung bình 40,8 ngày trời trong. So với các thành phố lớn khác của Úc, Hobart có số giờ nắng trung bình hàng ngày thấp nhất (5,9 giờ/ngày). Tuy vậy, vào hè nơi đây có số giờ nắng rất lớn, đến 15,2 giờ vào hạ chí.
| Dữ liệu khí hậu của Hobart (1981-2010 normals; extremes since 1883) | Dữ liệu khí hậu của Hobart (1981-2010 normals; extremes since 1883) | Dữ liệu khí hậu của Hobart (1981-2010 normals; extremes since 1883) | Dữ liệu khí hậu của Hobart (1981-2010 normals; extremes since 1883) | Dữ liệu khí hậu của Hobart (1981-2010 normals; extremes since 1883) | Dữ liệu khí hậu của Hobart (1981-2010 normals; extremes since 1883) | Dữ liệu khí hậu của Hobart (1981-2010 normals; extremes since 1883) | Dữ liệu khí hậu của Hobart (1981-2010 normals; extremes since 1883) | Dữ liệu khí hậu của Hobart (1981-2010 normals; extremes since 1883) | Dữ liệu khí hậu của Hobart (1981-2010 normals; extremes since 1883) | Dữ liệu khí hậu của Hobart (1981-2010 normals; extremes since 1883) | Dữ liệu khí hậu của Hobart (1981-2010 normals; extremes since 1883) | Dữ liệu khí hậu của Hobart (1981-2010 normals; extremes since 1883) | Dữ liệu khí hậu của Hobart (1981-2010 normals; extremes since 1883) |
| Tháng                                                               | 1                                                                   | 2                                                                   | 3                                                                   | 4                                                                   | 5                                                                   | 6                                                                   | 7                                                                   | 8                                                                   | 9                                                                   | 10                                                                  | 11                                                                  | 12                                                                  | Năm                                                                 |
| ------------------------------------------------------------------- | ------------------------------------------------------------------- | ------------------------------------------------------------------- | ------------------------------------------------------------------- | ------------------------------------------------------------------- | ------------------------------------------------------------------- | ------------------------------------------------------------------- | ------------------------------------------------------------------- | ------------------------------------------------------------------- | ------------------------------------------------------------------- | ------------------------------------------------------------------- | ------------------------------------------------------------------- | ------------------------------------------------------------------- | ------------------------------------------------------------------- |
| Cao kỉ lục °C (°F)                                                  | 41.8 (107.2)                                                        | 40.1 (104.2)                                                        | 37.3 (99.1)                                                         | 31.0 (87.8)                                                         | 25.7 (78.3)                                                         | 20.6 (69.1)                                                         | 22.1 (71.8)                                                         | 24.5 (76.1)                                                         | 31.0 (87.8)                                                         | 34.6 (94.3)                                                         | 36.8 (98.2)                                                         | 40.6 (105.1)                                                        | 41.8 (107.2)                                                        |
| Trung bình ngày tối đa °C (°F)                                      | 22.2 (72.0)                                                         | 22.1 (71.8)                                                         | 20.3 (68.5)                                                         | 17.8 (64.0)                                                         | 15.1 (59.2)                                                         | 12.4 (54.3)                                                         | 12.3 (54.1)                                                         | 13.7 (56.7)                                                         | 15.4 (59.7)                                                         | 17.3 (63.1)                                                         | 18.9 (66.0)                                                         | 20.4 (68.7)                                                         | 17.3 (63.1)                                                         |
| Tối thiểu trung bình ngày °C (°F)                                   | 12.6 (54.7)                                                         | 12.6 (54.7)                                                         | 11.4 (52.5)                                                         | 9.4 (48.9)                                                          | 7.6 (45.7)                                                          | 5.3 (41.5)                                                          | 4.9 (40.8)                                                          | 5.7 (42.3)                                                          | 6.9 (44.4)                                                          | 8.3 (46.9)                                                          | 9.9 (49.8)                                                          | 11.3 (52.3)                                                         | 8.8 (47.8)                                                          |
| Thấp kỉ lục °C (°F)                                                 | 3.3 (37.9)                                                          | 3.4 (38.1)                                                          | 1.8 (35.2)                                                          | 0.7 (33.3)                                                          | −1.6 (29.1)                                                         | −2.8 (27.0)                                                         | −2.8 (27.0)                                                         | −1.8 (28.8)                                                         | −0.8 (30.6)                                                         | 0.0 (32.0)                                                          | 0.3 (32.5)                                                          | 3.3 (37.9)                                                          | −2.8 (27.0)                                                         |
| Lượng Giáng thủy trung bình mm (inches)                             | 44.4 (1.75)                                                         | 36.3 (1.43)                                                         | 39.3 (1.55)                                                         | 43.4 (1.71)                                                         | 36.0 (1.42)                                                         | 42.9 (1.69)                                                         | 47.3 (1.86)                                                         | 60.5 (2.38)                                                         | 58.7 (2.31)                                                         | 56.1 (2.21)                                                         | 47.7 (1.88)                                                         | 56.2 (2.21)                                                         | 568.7 (22.39)                                                       |
| Số ngày mưa trung bình (≥ 0.2 mm)                                   | 10.1                                                                | 8.6                                                                 | 11.0                                                                | 11.4                                                                | 11.5                                                                | 11.9                                                                | 13.8                                                                | 14.1                                                                | 15.5                                                                | 15.1                                                                | 12.6                                                                | 12.1                                                                | 147.7                                                               |
| Độ ẩm tương đối trung bình buổi chiều (%)                           | 51                                                                  | 51                                                                  | 54                                                                  | 57                                                                  | 60                                                                  | 64                                                                  | 62                                                                  | 56                                                                  | 54                                                                  | 52                                                                  | 53                                                                  | 51                                                                  | 55                                                                  |
| Số giờ nắng trung bình tháng                                        | 244.9                                                               | 220.3                                                               | 201.5                                                               | 168.0                                                               | 139.5                                                               | 126.0                                                               | 139.5                                                               | 164.3                                                               | 183.0                                                               | 220.1                                                               | 222.0                                                               | 229.4                                                               | 2.258,3                                                             |
| Nguồn 1: Bureau of Meteorology                                      |                                                                     |                                                                     |                                                                     |                                                                     |                                                                     |                                                                     |                                                                     |                                                                     |                                                                     |                                                                     |                                                                     |                                                                     |                                                                     |
| Nguồn 2: Bureau of Meteorology                                      |                                                                     |                                                                     |                                                                     |                                                                     |                                                                     |                                                                     |                                                                     |                                                                     |                                                                     |                                                                     |                                                                     |                                                                     |                                                                     |